# Tiger King: Murder, Mayhem and Madness
Tiger King: Murder, Mayhem and Madness (bra: A Máfia dos Tigres; prt: Tiger King: Morte, Caos e Loucura), intitulado na tela como simplesmente Tiger King, é uma minissérie de documentários sobre crimes de 2020 sobre a vida de Joseph Allen Maldonado-Passage, popularmente conhecido como Joe Exotic. Foi lançado no Netflix em 20 de março de 2020. A segunda temporada, Tiger King 2, saiu em Novembro de 2021, seguida em dezembro pela terceira, Tiger King: The Doc Antle Story. A série se concentra na sociedade pequena, mas profundamente interconectada, dos conservacionistas de grandes felinos como Carole Baskin, proprietária do Big Cat Rescue, e colecionadores como Exotic, a quem Baskin acusa de abusar e explorar animais selvagens.

## Sumário
A série se concentra na sociedade pouco conhecida, mas profundamente interconectada, dos conservacionistas e colecionadores de gatos grandes da América, explorando os zoológicos e santuários particulares que criaram para esses animais de estimação incomuns e mortais. Alguns personagens excêntricos incluem um ex-traficante de cocaína que administra uma instalação secreta de conservação; Jeff Lowe, um swinger que foge de filhotes em hotéis de luxo para festas e para atrair mulheres; Tim Stark, proprietário do zoológico à beira da estrada, Wildlife in Need; e Bhagavan "Doc" Antle, um treinador de animais que fundou uma área de 50
-acre(s) (20 ha) preservar animais em Myrtle Beach, Carolina do Sul, e treina animais para filmes de Hollywood .

### Avaliações
O programa rapidamente se tornou um dos programas mais assistidos na plataforma Netflix e alcançou o primeiro lugar em 29 de março de 2020, de acordo com as classificações diárias publicadas pela Netflix. A popularidade do programa pode ter sido significativamente auxiliada pela pandemia global de COVID-19 (coronavírus), que fez com que milhões de espectadores globais ficassem em quarentena em casa quando o programa foi lançado, aumentando assim a audiência e ajudando a criar seu zeitgeist durante esse período.

## Futuro
Está em desenvolvimento uma adaptação em série limitada, liderada pela Universal Content Productions . Ele será baseado na segunda temporada de Wondery 's <i id="mwWg">sobre meu corpo'' de podcast, com Kate McKinnon definida como executivo-produzir e retratar Carole Baskin. Nenhuma outra transmissão, rede ou plataforma de streaming anexada foi anunciada ainda.